# When the Lady Smiles
"When the Lady Smiles" je píseň nizozemské rockové hudební skupiny Golden Earring, kterou napsali hlavní skladatelé skupiny George Kooymans a Barry Hay. Píseň vyšla v roce 1984 na albu N.E.W.S.